# Chata Kamenitý
Chata Kamenitý – górskie schronisko turystyczne położone w Beskidzie Morawsko-Śląskim w Czechach, w pasmie Ropicy. Budynek znajduje się na wysokości 790 m n.p.m. na terenie przysiółka Vyšní Kamenitý, tuż pod siodłem przełęczy (810 m n.p.m.) leżącej na zachód od szczytu Kozubowej, w granicach administracyjnych Łomnej Dolnej (Dolní Lomná).

## Historia
Schronisko powstało w latach 70. XX wieku, a jego siedzibą jest budynek dawnej polskiej szkoły w Kamenitym, funkcjonującej od 1934 roku do lat II wojny światowej, a następnie w latach 1954-1973.

## Warunki
Obiekt oferuje 17 miejsc noclegowych w pokojach 4, 5 i 8 osobowych. Węzeł sanitarny znajduje się w pokoju 5 osobowym oraz na korytarzu. Schronisko prowadzi wyżywienie. Poza okresem wakacyjnym chata jest nieczynna w poniedziałki.

## Szlaki turystyczne
- Łomna Górna – Chata Kamenitý – Koszarzyska – Przełęcz pod Ostrym (744 m n.p.m., węzeł szlaków   )
- Nawsie – Milików – Kozubowa (918 m n.p.m.) – Chata Kamenitý – dojście do   (węzeł Babí Vrch 918 m n.p.m.)